# Santalavilla
Santalavilla, Saltalavilla en su denominación tradicional en cabreirés, es una localidad española perteneciente al municipio de Benuza, en la provincia de León, comunidad autónoma de Castilla y León.

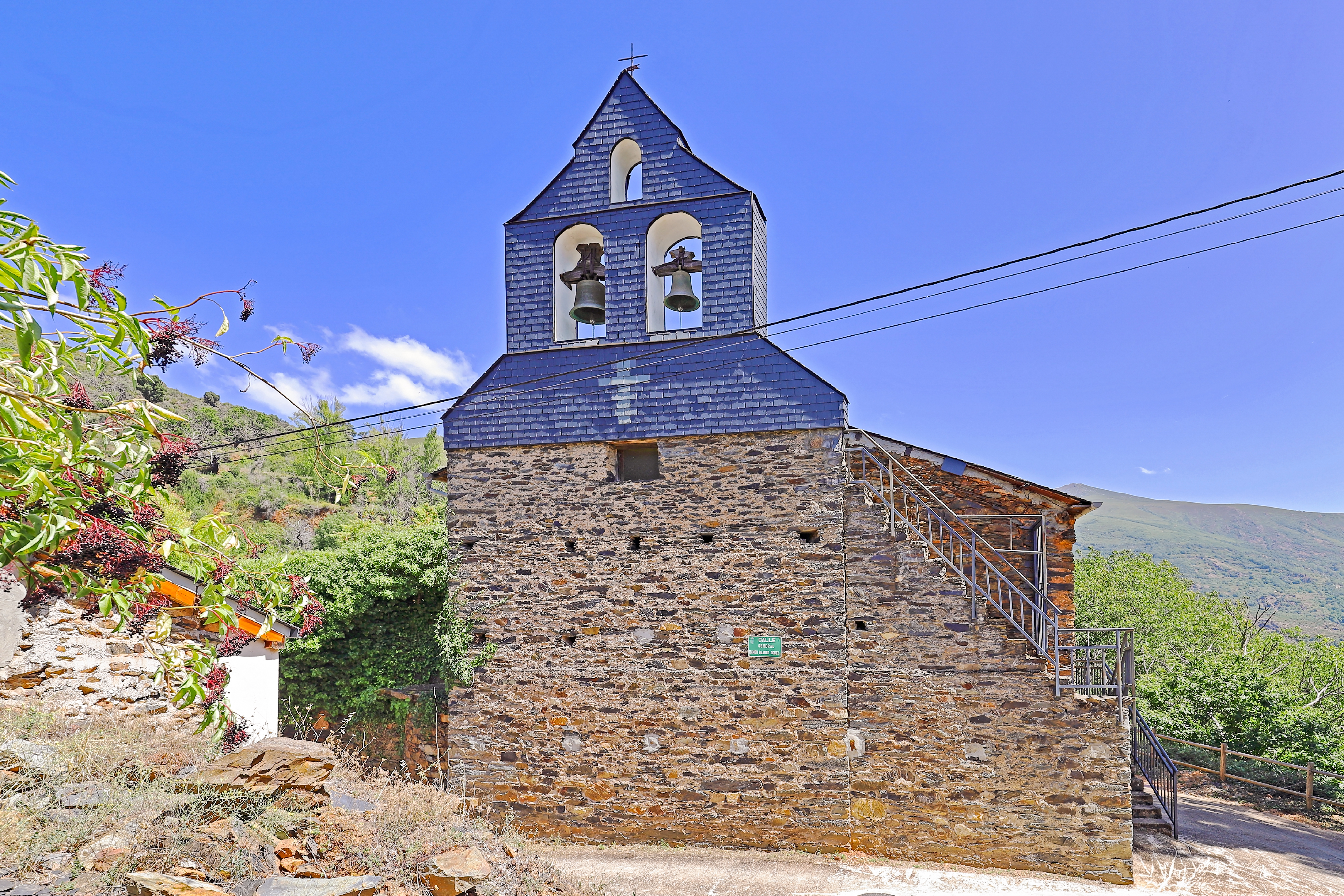
Iglesia de San Pelayo

## Geografía

### Ubicación
| Noroeste: Voces  | Norte: Ferradillo | Noreste: San Adrián de Valdueza |
| Oeste: Pombriego |                   | Este: Llamas de Cabrera         |
| Suroeste Yebra   | Sur: Yebra        | Sureste: Llamas de Cabrera      |

## Demografía
Evolución de la población
| Gráfica de evolución demográfica de Santalavilla entre 2000 y 2016 |
|                                                                    |
| Población de derecho (2000-2016) según el padrón municipal del INE |